# Lijst van rijksmonumenten in Asten (gemeente)
De Noord-Brabantse gemeente Asten telt 19 inschrijvingen in het rijksmonumentenregister. Hieronder een overzicht. 

## Asten
De plaats Asten telt 12 inschrijvingen in het rijksmonumentenregister. Zie lijst van rijksmonumenten in Asten voor een overzicht.

## Heusden
De plaats Heusden telt 4 inschrijvingen in het rijksmonumentenregister. Hieronder een overzicht.
| Object                                                         | Oorspronkelijke functie?  | Bouwjaar | Architect | Locatie                | Coördinaten?                  | Nr.?   | Afbeelding                |
| -------------------------------------------------------------- | ------------------------- | -------- | --------- | ---------------------- | ----------------------------- | ------ | ------------------------- |
| Voormalige St. Antoniusschool en onderwijzerswoning            | Onderwijs en wetenschap   | 1918     |           | Vorstermansplein 10-12 | 51° 23' 2" NB, 5° 45' 50" OL  | 516715 | Meer afbeeldingen         |
| Kasteel Asten                                                  | Kasteel, buitenplaats     | 14e eeuw |           | Kasteellaan 4a         | 51° 23' 28" NB, 5° 45' 9" OL  | 526699 | Kasteel Asten             |
| Kasteel Asten: tuinaanleg                                      | Tuin, park en plantsoen   |          |           | Kasteellaan bij 4A     | 51° 23' 25" NB, 5° 45' 15" OL | 526702 | Kasteel Asten: tuinaanleg |
| Hoge, in baksteen opgetrokken U-vormige bebouwing (voorburcht) | Bijgebouwen kastelen enz. |          |           | Kasteellaan 1          | 51° 23' 29" NB, 5° 45' 10" OL | 526704 | Meer afbeeldingen         |

## Ommel
De plaats Ommel telt 3 inschrijvingen in het rijksmonumentenregister.
| Object                                                                     | Oorspronkelijke functie? | Bouwjaar                                 | Architect | Locatie      | Coördinaten?                  | Nr.?   | Afbeelding                                                    |
| -------------------------------------------------------------------------- | ------------------------ | ---------------------------------------- | --------- | ------------ | ----------------------------- | ------ | ------------------------------------------------------------- |
| Calvarieberg, centraal in het Processiepark Mariaoord gelegen              | Kerk en kerkonderdeel    | 1914                                     |           | bij 16       | 51° 25' 16" NB, 5° 44' 60" OL | 516708 | Calvarieberg, centraal in het Processiepark Mariaoord gelegen |
| Zes bedevaartskapellen in Processiepark Mariaoord                          | Kapel                    | 1914-1933                                |           | bij nr. 16   | 51° 25' 16" NB, 5° 44' 60" OL | 516709 | Zes bedevaartskapellen in Processiepark Mariaoord             |
| Ivoren reliefje met voorstelling van de H. Maagd, en een houten kruisbeeld | Vanwege onderdelen kerk  | 13e eeuw (reliefje) ca 1300 (kruisbeeld) |           | Marialaan 16 | 51° 25' 17" NB, 5° 44' 58" OL | 8442   | Upload foto                                                   |

's-Hertogenbosch ·
Alphen-Chaam ·
Altena ·
Asten ·
Baarle-Nassau ·
Bergeijk ·
Bergen op Zoom ·
Bernheze ·
Best ·
Bladel ·
Boekel ·
Boxtel ·
Breda ·
Cranendonck ·
Deurne ·
Dongen ·
Drimmelen ·
Eersel ·
Eindhoven ·
Etten-Leur ·
Geertruidenberg ·
Geldrop-Mierlo ·
Gemert-Bakel ·
Gilze en Rijen ·
Goirle ·
Halderberge ·
Heeze-Leende ·
Helmond ·
Heusden ·
Hilvarenbeek ·
Laarbeek ·
Land van Cuijk ·
Loon op Zand ·
Maashorst ·
Meierijstad ·
Moerdijk ·
Nuenen, Gerwen en Nederwetten ·
Oirschot ·
Oisterwijk ·
Oosterhout ·
Oss ·
Reusel-De Mierden ·
Roosendaal ·
Rucphen ·
Sint-Michielsgestel ·
Someren ·
Son en Breugel ·
Steenbergen ·
Tilburg ·
Valkenswaard ·
Veldhoven ·
Vught ·
Waalre ·
Waalwijk ·
Woensdrecht ·
Zundert